# 人馬座V4046
人馬座V4046（V4046 Sagittarii）是由兩顆屬於金牛T星的黃矮星組成的聯星系統。

## 岩屑盤
人馬座V4046旁圍繞著巨大的原行星盤，且有人認為已經有氣體巨行星在裡面形成。系統中的兩顆恆星以2.44日為週期的圓形軌道互繞。有部分科學家認為可能有類地行星在適居帶內形成。

## 外部連結
- .   [2010-10-06]. （原始内容存档于2020-11-09）.
- .   [2010-10-06]. （原始内容存档于2017-04-21）.